# (31738) 1999 JC77
1999 JC77 (asteroide 31738) é um asteroide da cintura principal. Possui uma excentricidade de 0.10275980 e uma inclinação de 16.56605º.
Este asteroide foi descoberto no dia 12 de maio de 1999 por LINEAR em Socorro.